# Проенса Санчес, Лисардо
Лисардо Проенса Санчес (исп. Lizardo Proenza Sánchez; 1926, Хибара, Орьенте — 1969, Пинар-дель-Рио) — кубинский военный, участник Кубинской революции, член ЦК Коммунистической партии Кубы. Командовал партизанским отрядом при свержении режима Батисты, контрповстанческими подразделениями при подавлении антикоммунистического партизанского движения, дивизией в Западной армии кубинских вооружённых сил. Погиб в автомобильной катастрофе.

## Революция
Родился в малоимущей крестьянской семье из Орьенте (данные о точном месте рождения разнятся по источникам, но обычно называется Хибара). Из-за материальной нужды вынужден был прервать учёбу в начальной школе, с детства занимался крестьянским трудом. Был настроен антиправительственно, резко негативно относился к режиму Фульхенсио Батисты.
Лисардо Проенса примкнул к Движению 26 июля. Руководил активной подпольной группой в Баямо. Несколько раз арестовывался властями. Был серьёзно ранен агентами Батисты, спасся побегом из больницы в Ольгине. В 1958 Организовал первый партизанский отряд в горах Сьерра-де-Хибара. Действовал в оперативной координации с Камило Сьенфуэгосом, потом присоединился к отряду Эдди Суньоля. Участвовал в установлении революционной власти на севере Орьенте.

## Контрповстанчество
После победы Кубинской революции Лисардо Проенса Санчес в звании капитана поступил на службу в Революционные вооружённые силы. С 1961 был направлен на подавление антикоммунистического повстанческого движения. Одно время считался «второй ключевой фигурой» контрповстанческого командования после Рауля Томассевича.
В марте 1962 Проенса Санчес в звании участвовал в захвате повстанческого командира Маргарито Ланса Флореса (Тондике) на севере Лас-Вильяс. Некоторые исследователи отмечали, что Проенса старался не допускать излишних жестокостей и проявлял уважение к достойным противникам — в частности, запретил конвойным избивать схваченного Тондике. Иногда это связывается с его крестьянским происхождением, пониманием менталитета крестьян-повстанцев.
1 августа 1962 Проенса Санчес в звании команданте (приказ о присвоении издал Фидель Кастро) был назначен начальником армейского «отдела борьбы с бандитами» — LCB в Матансасе. Лично участвовал в боях, несколько раз был ранен. Применял собственную методику контрповстанческих операций (синхронные передвижения, обнаружение тайных укрытий, воздушная разведка). Руководил ликвидацией повстанческого отряда Хуана Хосе Каталы (Пичи). Затем Проенса Санчес был переведён в Камагуэй, где в июле 1965 командовал ликвидацией одной из последних повстанческих групп Хуана Мартинеса Андраде.

## Западная армия
После подавления повстанчества Лисардо Проенса Санчес занимал высокие командные посты в вооружённых силах Кубы. Командовал дивизией в Западной армии. С 1965 был членом первого состава ЦК Коммунистической партии Кубы. Погиб в автомобильной катастрофе, возвращаясь с армейских учений.